# Column

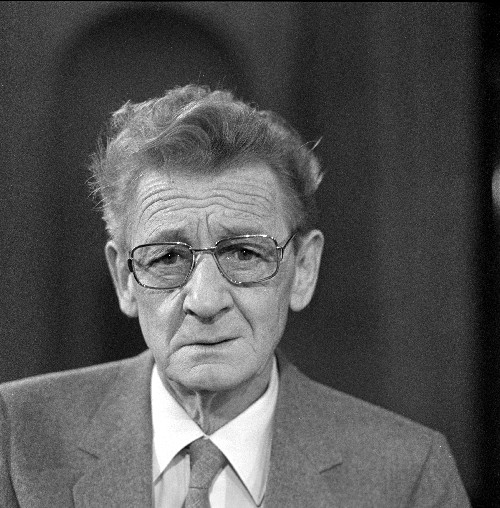
Simon Carmiggelt schreef ruim 10.000 columns ('Kronkels') in Het Parool (1946-1987)

Een column is een met regelmaat verschijnend, kort stukje proza van een bepaalde auteur (de columnist). Vaak wordt een column in een krant of tijdschrift gepubliceerd, maar ook gesproken columns op radio of televisie, of publicatie op internet komen voor.
Afhankelijk van de context wordt met het woord 'column' de rubriek of een enkele aflevering bedoeld.

## Geschiedenis
De term 'column' maakte omstreeks 1970 zijn entree in de Nederlandse taal als synoniem voor het sindsdien in onbruik geraakte woord 'cursiefje' en werd vanaf 1984 opgenomen in de elfde druk van Van Dale Groot woordenboek van de Nederlandse taal. De eerste literaire prijzen die toegekend werden aan werk dat geheel of gedeeltelijk bestaat uit gebundelde columns:
1. P.C. Hooft-prijs 1974 (proza): Simon Carmiggelt
2. P.C. Hooft-prijs 1975 (essay): Rudy Kousbroek
3. Busken Huetprijs 1979 (essay): Gerrit Komrij voor Papieren tijgers
4. Multatuliprijs 1979 (proza): Renate Rubinstein voor Niets te verliezen en toch bang
5. P.C. Hooft-prijs 1981 (essay): Karel van het Reve
6. Multatuliprijs 1982 (proza): Hugo Brandt Corstius voor Opperlandse taal- en letterkunde
7. F. Bordewijk-prijs 1984 (proza) en Multatuliprijs 1984: Armando voor Machthebbers

Op de Vlaamse Radio 1 liep van 1993 tot 2004 zondagavond de hoog gewaardeerde en veel beluisterde reeks met een woordspeling als titel: De Toestand is Hopeloos, maar niet Ernstig, waar een vijftal columnisten hun visie gaven op het nieuws van de afgelopen week.

## Definitie
Een definitie van de column kan volgens Matsier niet worden gegeven op basis van de inhoud. Er gelden nauwelijks beperkingen voor wat het onderwerp van een column kan zijn; het gamma reikt van huiselijke voorvallen tot de wereldpolitiek. Dag- en weekbladen hebben vaak een of meer vaste columnisten in huis, die inspelen op de actualiteit. Zelfs voor een column op de meest prominente plek denkbaar, de voorpagina van de krant, zijn geen inhoudelijke kenmerken gegeven. Zo ging Arnon Grunberg in zijn Voetnoot (de Volkskrant) meestal in op de actualiteit, maar zijn voorganger op die plek Martin Bril veel minder. In de jaren negentig schreef Koos van Zomeren vooral over zijn wandelingen in de natuur, zodat zijn bijdrage aan de voorpagina eerder het karakter had van een contrapunt bij de actualiteiten. Dit zien we terug in de columns van Arthur van Amerongen die sinds 2012 in zijn columns in de Volkskrant schrijft over zijn leven in de Algarve.
Alleen de omstandigheden waaronder hij tot stand komt, zijn volgens Matsier bepalend voor de aard van een column. Er is sprake van: 1) een deadline en 2) een vooraf gegeven omvang. Bovendien is een column een vaste rubriek. Eenmalige publicaties zijn dan ook geen column.
Ook Dautzenberg ziet geen inhoudelijke kenmerken en gaat het om 'een korte tekst die in een krant of weekblad op een vaste plaats en/of in een vaste typografie en lay-out gepubliceerd wordt.' De onderwerpskeuze is volgens hem vrij, al is de aanleiding meestal een actuele gebeurtenis. Hij bakent de column af van het essay enerzijds en het cursiefje anderzijds. Het verschil met het essay is dat een column, afgezien van de kleinere omvang, 'wat luchtiger, minder serieus, speelser en nog persoonlijker is.' Het cursiefje is veel eenvoudiger: 'een soort column (vaak cursief gezet) waarin de schrijver een anekdote vertelt, een herinnering ophaalt, een gesprek weergeeft dat hij ergens heeft opgevangen (of verzonnen), een kleine gebeurtenis beschrijft.' Kortom:

Wat de column is in de didactische literatuur, is het cursiefje in de epische.
— J.A. Dautzenberg

Aan columnisten wordt door de Nederlandse rechter een grote mate van vrijheid toegekend in hun columns. Deze vrijheid kan zich ook uitstrekken tot teksten die, als ze buiten een column geschreven zouden zijn, als kwetsend of beledigend gekenmerkt worden.

## Betekenis
Een 'column' (Engels voor 'kolom') wordt zo genoemd vanwege de lay-out ervan: een column heeft meestal de vorm van een kolom of kolommen, de tekstblokken waarin een pagina in de lengte verdeeld is.